# Толковка
Толковка — река в России, протекает в Пачелмском районе Пензенской области. Устье реки находится в 47 км по левому берегу реки Ломовка. Длина реки составляет 24 км, площадь водосборного бассейна — 99,8 км².
Исток реки в Черкасском лесу рядом с деревней Покровка в 15 км северо-западнее Пачелмы. Река течёт на восток, протекает село Троицкое и деревни Покровка и Залесная Ферма. Впадает в Ломовку у села Старая Толковка.

## Данные водного реестра
По данным государственного водного реестра России относится к Окскому бассейновому округу, водохозяйственный участок реки — Мокша от истока до водомерного поста города Темников, речной подбассейн реки — Мокша. Речной бассейн реки — Ока.
По данным геоинформационной системы водохозяйственного районирования территории РФ, подготовленной Федеральным агентством водных ресурсов:
- Код водного объекта в государственном водном реестре — 09010200112110000027100
- Код по гидрологической изученности (ГИ) — 110002710
- Код бассейна — 09.01.02.001
- Номер тома по ГИ — 10
- Выпуск по ГИ — 0